# Boštjan Šimunič
Boštjan Šimunič, slovenski atlet, * 28. december 1974, Novo mesto.
Šimunič je za Slovenijo nastopil v troskoku na Poletnih olimpijskih igrah 2004 v Atenah, kjer je v kvalifikacijah zasedel 37. mesto. Leta 2006 je dobil dvoletno prepoved tekmovanja zaradi dopinga.